# Midden-Oostenfront
Het front in het Midden-Oosten was het toneel van militaire acties tussen 29 oktober 1914 tot 30 oktober 1918. Het gebied telde in totaal vier frontlijnen (als de Gallipoliveldtocht wordt meegerekend), goed voor zo'n 400 km frontlinie in totaal.

## Ottomaanse deelname aan de Eerste Wereldoorlog
Toen op 28 juli 1914 de Eerste Wereldoorlog uitbrak, hield het Ottomaanse rijk zich eerst afzijdig. Toen de Britten twee, reeds bestelde en bijna afgewerkte, slagschepen, bestemd voor de Turken, in beslag namen, kwam er een zoveelste breuk in de diplomatieke relatie tussen het Verenigd Koninkrijk en het Ottomaanse rijk. Nadat de Britten in 1882 Egypte toevoegden aan hun rijk, een deelstaat van de Ottomaanse heersers, begonnen de eerste breuken zich te vormen. Ook de Krimoorlog (1853-1855) enkele decennia daarvoor, zorgde al voor de nodige spanningen met Keizerrijk Rusland en Frankrijk. In 1914 waren deze drie landen, door middel van een bondgenootschap, verbonden met elkaar en waren de Ottomanen wel uit op wraak.
Op 16 augustus 1914 kregen de Ottomanen de SMS Breslau en SMS Goeben cadeau van de Duitsers. Dit vriendelijke gebaar overtuigde hen om op 28 oktober 1914 Duitse zijde te kiezen. Ze bombardeerden de Russische havensteden Odessa en Sebastopol met de SMS Breslau en SMS Goeben, waarop Rusland de oorlog verklaarde aan het Ottomaanse Rijk. Een week later, op 5 november 1914 verklaarden ook Groot-Brittannië en Frankrijk de oorlog aan de Turken.

## Frontverloop
Er waren vier frontlinies in het Midden-Oosten. Het Kaukasusfront liep doorheen de Kaukasus, van het huidige Batoemi tot Bayazid. Het Mesopotamische front liep door het huidige Koeweit, de loop van de Tigris en Eufraat volgend. Ook in het huidige Palestina was er een front. Ten slotte maakte het schiereiland Gallipoli ook deel uit van het strijdtoneel. In tegenstelling tot het westfront, waren er meer troepenbewegingen in het Midden-Oosten, waardoor de frontlinies minder precies uitgestippeld kunnen worden.

## De oorlog

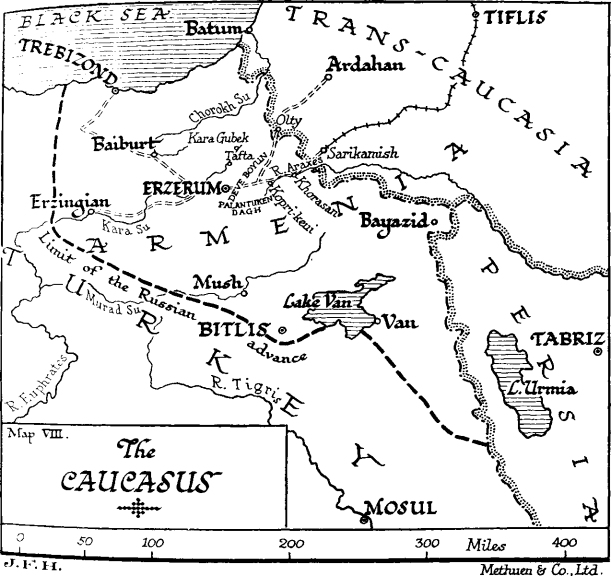
Grens van de Russische opmars in Anatolië

### Kaukasusfront
In 1914 wilde Enver Pasja, de Ottomaanse minister van oorlog, een beslissende campagne tegen Rusland voeren. Dit mondde uiteindelijk in een nederlaag uit, wegens de barre omstandigheden en slechte bevoorrading. Het jaar erop ging het front heen en weer. Eerst boekte het Russische leger onder leiding van Nikolaj Joedenitsj grote vooruitgang, maar bij een tegenaanval trokken de Russen zich terug. Na de strenge winter, in het nieuwe jaar, boekten de Russen grote successen en rukten ze diep op in Anatolië. Ze bezetten grote gebieden en de Ottomanen leden veel verliezen. Door de Russische revolutie viel het front in 1917 stil en gebruikten de Ottomanen deze kans om hun andere fronten te versterken. Ten slotte boekten de Ottomanen in 1918 nog enkele successen door de Kaukasus binnen te trekken en het huidige Georgië, Armenië en Azerbeidzjan te bezetten. Na de oorlog verloren ze hun gebieden in de regio en raakte het Ottomaanse rijk in volledig verval.

### Mesopotamië
Om de Britse olievelden veilig te stellen, stuurde Groot-Brittannië enkele Indische divisies naar Mesopotamië. Echter, door hoogmoed besloot Townshend om de; naar zijn mening zwakke Turken, aan te vallen en zover mogelijk door te stoten. Bij de eerste aanvalsperiode werd Kut-Al-Amara bereikt, maar door de slechte voorbereidingen werden ze hier belegerd. Een belegering waarvoor de hulptroepen te laat kwamen. Duizenden Brits-Indische soldaten zouden verhongeren op de lange dodentochten naar interneringskampen. Later in de oorlog werden hier wel grote successen geboekt en werd zelfs Bagdad bereikt.

### Palestina
Het Suezkanaal, gelegen in de Sinaï, was een slagader van het Britse Rijk, het verbond het moederland met het hart van het rijk: India. De Ottomanen wilden deze ader bij verrassing doorsnijden. Hun tocht door de woestijn bleef echter voor de Britten niet onopgemerkt, die rukten op onder leiding van Edmund Allenby en de Ottomanen moesten zich terugtrekken. De Engelsen kregen ondersteuning van 'Lawrence of Arabia' en Arabische opstandelingen. Tegen het einde van de campagne was ook Jeruzalem 'bevrijd'.

### Gallipoli
De Slag om Gallipoli oefende een grote invloed uit op alle betrokken naties. In Turkije wordt de slag gezien als een beslissend moment in de geschiedenis van het Turkse volk - een laatste piek in de verdediging van het vaderland terwijl het Ottomaanse Rijk aan het afbrokkelen was. De strijd maakte de weg vrij voor de Turkse Onafhankelijkheidsoorlog en de oprichting van de Republiek Turkije acht jaar later onder leiding van Mustafa Kemal Atatürk, een van de commandanten bij Gallipoli.
De veldtocht was de eerste grote operatie voor het, vanwege de Eerste Wereldoorlog naar Europa gestuurde, Australian and New Zealand Army Corps (ANZAC) en wordt vaak beschouwd als het ontstaan van het nationale bewustzijn in beide landen. ANZAC-dag, 25 april, blijft de belangrijkste herdenking van militaire verliezen en veteranen in Australië en Nieuw-Zeeland en overtreft Wapenstilstandsdag daar in belang.

## Resultaat
Na de oorlog viel het Ottomaanse rijk uiteen en werden nieuwe landen gevormd, waaronder Syrië, Palestina, Irak... Door het 'tekenen' van de grenzen naar believen, is de situatie in het Midden-Oosten zoals hij vandaag de dag is. De Turkse republiek werd in 1923 gevormd. Het was een vreselijk front, met vele verliezen te wijten aan hoogmoed en slechte planning. In totaal waren er zo'n 3.000.000 slachtoffers.